# U-62 (tàu ngầm Đức) (1939)
U-62 là một tàu ngầm duyên hải  Lớp Type II thuộc phân lớp Type IIC được Hải quân Đức Quốc Xã chế tạo vào đầu Chiến tranh Thế giới thứ hai. Những tàu ngầm Type II vốn quá nhỏ để có thể tiến hành các chiến dịch cách xa căn cứ nhà, nên U-62 chủ yếu đảm nhiệm vai trò tàu huấn luyện tại các trường tàu ngầm Đức. Được huy động do tình trạng thiếu hụt tàu ngầm sau khi xung đột bùng nổ, nó thực hiện được năm chuyến tuần tra tại Bắc Hải và chung quanh quần đảo Anh, đánh chìm một  tàu buôn tải trọng 4.581 gross register tons (GRT) cùng một tàu khu trục (1.350 tấn),  trước khi quay trở lại vai trò huấn luyện. U-62 cuối cùng bị đánh đắm tại Wilhelmshaven trong kế hoạch Regenbogen vào tháng 5, 1945.

## Thiết kế và chế tạo
Phân lớp Type IIC là một phiên bản lớn hơn của Type IIB dẫn trước. Chúng có trọng lượng choán nước 291 t (286 tấn Anh) khi nổi và 341 t (336 tấn Anh) khi lặn); tuy nhiên tải trọng tiêu chuẩn được công bố chỉ có 250 tấn Anh (254 t). Chúng có chiều dài chung 43,90 m (144 ft 0 in), lớp vỏ trong chịu áp lực dài 29,60 m (97 ft 1 in), mạn tàu rộng 4,08 m (13 ft 5 in), chiều cao 8,40 m (27 ft 7 in) và mớn nước 3,82 m (12 ft 6 in).
Chúng trang bị hai động cơ diesel MWM RS 127 S 6-xy lanh 4 thì công suất 700 mã lực mét (510 kW; 690 shp) để đi đường trường và hai động cơ/máy phát điện Siemens-Schuckert PG VV 322/36 tổng công suất 460 mã lực mét (340 kW; 450 shp) để lặn, hai trục chân vịt và hai chân vịt đường kính 0,85 m (3 ft). Các con tàu có thể lặn đến độ sâu 80–150 m (260–490 ft). Chúng đạt được tốc độ tối đa 12 kn (22 km/h) trên mặt nước và 7 kn (13 km/h) khi lặn,  với tầm hoạt động tối đa 3.800 nmi (7.000 km) khi đi tốc độ đường trường 8 kn (15 km/h), và 35–42 nmi (65–78 km) ở tốc độ 4 kn (7,4 km/h) khi lặn.
Vũ khí trang bị bao gồm ba ống phóng ngư lôi 53,3 cm (21 in) trước mũi, mang theo tổng cộng năm quả ngư lôi hoặc cho đến 12 quả thủy lôi TMA. Một pháo phòng không 2 cm (0,79 in) cũng được trang bị trên boong tàu. Thủy thủ đoàn bao gồm 25 sĩ quan và thủy thủ.
U-62 được đặt hàng vào ngày 21 tháng 7, 1937. Nó được đặt lườn tại xưởng tàu của hãng Deutsche Werke tại Kiel vào ngày 2 tháng 1, 1939, hạ thủy vào ngày 16 tháng 11, 1939, và nhập biên chế cùng Hải quân Đức Quốc Xã vào ngày 21 tháng 12, 1939 dưới quyền chỉ huy của Hạm trưởng, Trung úy Hải quân Hans-Bernhard Michaelowski.

## Lịch sử hoạt động

### 1940
U-62 chủ yếu đảm nhiệm vai trò tàu huấn luyện tại các trường tàu ngầm Đức, nhưng do tình trạng thiếu hụt tàu ngầm ngay sau khi Thế Chiến II bùng nổ, nó đã thực hiện được năm chuyến tuần tra tại khu vực Bắc Hải và chung quanh quần đảo Anh, đánh chìm được một tàu buôn tải trọng 4.581 gross register tons (GRT) và một tàu khu trục 1.350 tấn.

#### Chuyến tuần tra thứ nhất và thứ hai
Xuất phát từ đảo Helgoland vào ngày 13 tháng 2, 1940 cho chuyến tuần tra đầu tiên trong chiến tranh, U-62 vượt Bắc Hải để hoạt động tại vùng biển các quần đảo Orkney và Shetland, nhưng không tìm thấy mục tiêu nào, nên quay trở về Wilhelmshaven vào ngày 6 tháng 3. Trong chuyến tuần tra tiếp theo, nó tiếp cận gần hơn bờ biển Na Uy, nhưng vẫn không có kết quả, và kết thúc chuyến tuần tra tại Kiel.

#### Chuyến tuần tra thứ ba
Trong chuyến tuần tra thứ ba, vào ngày 24 tháng 5, U-62 bị một tàu ngầm không rõ tung tích tấn công, nhưng nó đã né tránh được các quả ngư lôi. Sau đó vào ngày 29 tháng 5, nó tấn công và đánh chìm được tàu khu trục HMS Grafton về phía Tây Bắc Ostend, Bỉ. Chiếc tàu chiến Anh đang tham gia Chiến dịch Dynamo nhằm triệt thoái Lực lượng Viễn chinh Anh sau trận Dunkirk, nên trong số người thiệt mạng có nhiều binh lính Anh được triệt thoái.

#### Chuyến tuần tra thứ tư
Trong chuyến tuần tra thứ tư, U-62 băng qua khe GIUK giữa các quần đảo Faroe và Shetland, đi đến hoạt động tại vùng biển phía Bắc Ireland. Nó quay trở về theo hướng ngược lại. Nó kết thúc chuyến tuần tra và đi đến cảng Bergen tại Na Uy bị chiếm đóng vào ngày 7 tháng 7.

#### Chuyến tuần tra thứ năm
Trong chuyến tuần tra cuối cùng, vào ngày 19 tháng 7, U-62 phóng ngư lôi tấn công và đánh chìm tàu buôn Anh Pearlmoor ở vị trí 60 nmi (110 km) về phía Tây Malin Head, Ireland. Trên đường quay trở về căn cứ, nó bị tàu ngầm Anh HMS Sealion phát hiện vào ngày 29 tháng 7. Sealion phóng ba quả ngư lôi tấn công U-62 lúc đó đang di chuyển trên mặt nước, nhưng U-62 nhìn thấy kính tiềm vọng đối thủ và né tránh được loạt ngư lôi. Sealion trồi lên mặt nước để tấn công U-62 bằng hải pháo, nhưng con tàu Đức lặn xuống và chạy thoát trong khi điện trong ắc-quy chỉ còn đủ cho 27 phút lặn.

### 1941 - 1945
Từ tháng 10, 1940, U-62 quay trở lại vai trò tàu huấn luyện cho đến hết chiến tranh, được phân về Chi hạm đội U-boat 21. Vào giai đoạn kết thúc xung đột, theo dự định của kế hoạch Regenbogen, nó bị đánh đắm tại Wilhelmshaven vào ngày 5 tháng 5, 1945 để tránh lọt vào tay lực lượng Đồng Minh. Xác tàu đắm được trục vớt và tháo dỡ sau chiến tranh.

### Tóm tắt chiến công
U-62 đã đánh chìm một tàu buôn đối phương tải trọng 4.581 gross register tons (GRT) và một tàu khu trục 1.350 tấn:
| Ngày             | Tên tàu     | Quốc tịch              | Tải trọng | Số phận      |
| ---------------- | ----------- | ---------------------- | --------- | ------------ |
| 29 tháng 5, 1940 | HMS Grafton | Hải quân Hoàng gia Anh | 1.350     | Bị đánh chìm |
| 19 tháng 7, 1940 | Pearlmoor   | Anh Quốc               | 4.581     | Bị đánh chìm |